# C/1978 R3 Machholz
C/1978 R3 (Machholz) è una cometa non periodica scoperta il 12 settembre 1978, è la prima cometa scoperta da Donald Edward Machholz, un astrofilo statunitense. La cometa ha un'orbita retrograda.